# Ступаченко, Таисия Антоновна
Таиса Антоновна Ступаченко (24 июня 1932, Днепровское — 15 августа 2015) — украинская советская деятельница, бригадир садово-виноградарской бригады совхоза-завода «Советский сад» Николаевского района Николаевской области. Депутат Верховного Совета Украинской ССР 8—10-го созывов.

## Биография
Родилась 24 июня 1932 года в селе Днепровское Очаковского района Одесской области в сельской семье. Образование среднее.
С 1946 года — работница совхоза, ученица сельскохозяйственной школы, виноградарь совхоза «Водники» Николаевской области.
С 1952 года — бригадир садово-виноградарской бригады совхоза-завода «Радсад» («Советский сад») Николаевского района Николаевской области.

## Награды
- дважды орден Ленина;
- орден Трудового Красного Знамени;
- орден Дружбы народов;
- Медаль «В ознаменование 100-летия со дня рождения Владимира Ильича Ленина» (1970);
- Государственная премия СССР (1978).